# Gabba Gabba Hey
Gabba Gabba Hey – zawołanie amerykańskiej grupy punkrockowej Ramones, pochodzące z utworu Pinhead, zamieszczonego na albumie Leave Home. Utwór zawiera frazę Gabba gabba we accept you, we accept you're one of us i kończy się słowami Gabba gabba hey, gabba gabba hey!.
Zespół zaczerpnął pomysł na okrzyk z horroru Freaks, nakręconego przez Toda Browninga w 1932, w którym tytułowe postacie śpiewają Gooble gobble, gooble gobble, we accept her, we accept her, one of us, one of us!.
Podczas występów zespołu na scenie pojawiał się banner z wielkim napisem Gabba Gabba Hey, uwieczniony m.in. w filmie Allana Arkusha Rock ’n’ Roll High School. Okrzyk posłużył także za tytuł pierwszego albumu, będącego trybutem dla Ramones, który ukazał się w 1991.